# Ветцлер, Альфред
Альфред Израэль Ветцлер (словац. Alfréd Israel Wetzler; 10 мая 1918 года, Трнава, Австро-Венгрия, — 8 февраля 1988 года, Братислава, Чехословакия) — словацкий журналист и писатель еврейского происхождения, позднее писавший под псевдонимом «Йозеф Ланик» (словац. Jozef Lánik). Один из немногих, кому удалось бежать из Освенцима.

## Биография
Родился в словацком городе Трнава, где и работал в 1936—1940 годах. В 1942 году в рамках депортации евреев отправлен в Освенцим. Бежал оттуда 7 апреля 1944 года.
После побега Ветцлер и его товарищ, Рудольф Врба, составили отчёт на 32 страницах, содержавший сведения о масштабе уничтожения евреев, а также чертежи концлагеря Освенцим. Этот отчёт стал первой публикацией о Холокосте, получившей широкую международную известность в странах антигитлеровской коалиции и в нейтральных странах.
После войны под псевдонимом «Йозеф Ланик» опубликовал историю своего пребывания в Освенциме под заголовком «Освенцим, могила четырёх миллионов людей», куда включил как факты из своего отчёта, так и собранные им позднее свидетельства выживших и сторонних наблюдателей. Позднее написал на этой же основе художественное произведение «Чего не видел Данте». Ветцлер, однако, был менее известен в отличие от своего напарника, Рудольфа Врбы, который после войны вёл активную общественную деятельность.
После войны работал редактором (1945—1950), позднее переехал в Братиславу (1950—1955), затем на сельскохозяйственную ферму (1955—1970). В 1970 году ушёл на пенсию по состоянию здоровья, но продолжал помогать в библиотеке в Ружинове. Умер в Братиславе в 1988 году.

## Награды
- Орден Людовита Штура 2 класса (посмертно, 1997 год, Словакия)
- Крест Милана Растислава Штефаника 1 класса (посмертно, 1 января 2007 года, Словакия)[4]